# Aberporth

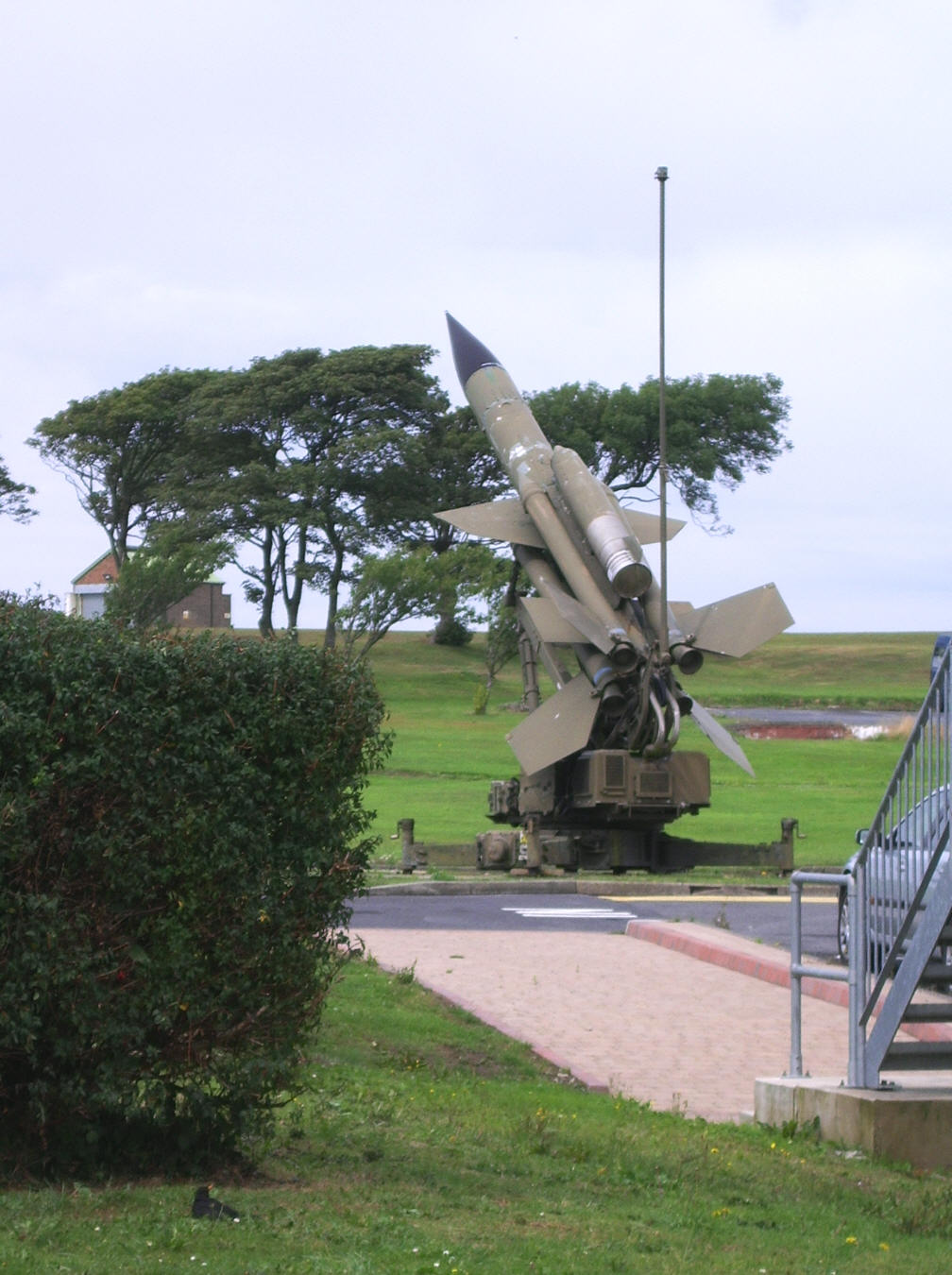
Versuchsgelände Aberporth

Aberporth (walisisch Aber-porth) ist eine Stadt in Ceredigion an der Cardigan Bay der walisischen Küste.
Der Ort lebt vornehmlich vom Fremdenverkehr und ist ein vor allem bei Familien mit Kindern beliebter Strand- und Badeort, da der Strand des Badeortes in der Saison bewacht ist. Zu erreichen ist Aberporth über die M4, Abfahrt Carmarthen und dann über die A484 in Richtung Newcastle Emlyn.
In der Nähe von Aberporth befindet sich seit dem Zweiten Weltkrieg eine Erprobungsstelle für Raketen des britischen Militärs, von der auch zivile Höhenforschungsraketen für die Atmosphärenforschung gestartet wurden.